# Lijst van beschermd erfgoed in Nassogne
Onderstaande tabel geeft een overzicht van de beschermde erfgoederen in de gemeente Nassogne. Het beschermd erfgoed maakt deel uit van het cultureel erfgoed in België.
| Object | Bouwjaar/architect | Deelgemeente | Adres                          | Coördinaten                  | Nummer?                | Afbeelding                                                                                        |
| --- | ------------------ | ------------ | ------------------------------ | ---------------------------- | ---------------------- | ------------------------------------------------------------------------------------------------- |
| De Romaanse koor van de kerk Saint Monon in Nassogne en de site gevormd door de kerk, de begraafplaats eromheen en de oude ringmuur |                    |              |                                | 50° 7' 43" NB, 5° 20' 28" OL | 83040-CLT-0001-01 Info |                                                                                                   |
| De kerk van Saint Monon en de wand van de om de kerk heen liggende oude begraafplaats in Nassogne                                   |                    |              |                                | 50° 7' 42" NB, 5° 20' 27" OL | 83040-CLT-0002-01 Info | De kerk van Saint Monon en de wand van de om de kerk heen liggende oude begraafplaats in Nassogne |
| De dolmens op het grondgebied van de deelgemeente Forrières                                                                         |                    | Forrières    |                                | 50° 7' 50" NB, 5° 16' 2" OL  | 83040-CLT-0003-01 Info |                                                                                                   |
| Kasteel de Grune |                    |              |                                | 50° 9' 23" NB, 5° 23' 3" OL  | 83040-CLT-0004-01 Info |                                                                                                   |
| Het gebouw aan de Rue de Masbourg 2, Lesterny                                                                                       |                    |              | rue de Masbourg 2, te Lesterny | 50° 6' 46" NB, 5° 16' 55" OL | 83040-CLT-0005-01 Info |                                                                                                   |